# Ivanka Koleva
Ivanka Koleva (9 de diciembre de 1968) es una deportista búlgara que compitió en atletismo adaptado. Ganó una medalla de oro en los Juegos Paralímpicos de Sídney 2000 en la prueba de lanzamiento de peso (clase F57).

## Palmarés internacional
| Juegos Paralímpicos | Juegos Paralímpicos | Juegos Paralímpicos | Juegos Paralímpicos |
| Año                 | Lugar               | Medalla             | Prueba              |
| ------------------- | ------------------- | ------------------- | ------------------- |
| 2000                | Sídney (Australia)  | Medalla de oro      | Peso F57            |